# ساکتونی
ساکتونی نوعی پاستای شکم پر است که به عنوان «کیسه گدا» نیز شناخته می‌شود. این پاستا شامل دایره‌ها یا مربع‌های کوچک از خمیر است که مانند راویولی پر شده و سپس در بالای آن‌ها مانند یک کیسه کوچک بسته می‌شود.